# Цыбенко, Иван Семёнович
Иван Семёнович Цыбенко (20.01.1918 — 25.04.2001) — командир батареи 282-го гвардейского истребительно-противотанкового артиллерийского полка 3-й гвардейской истребительно-противотанковой артиллерийской бригада 5-й ударной армии 1-го Белорусского фронта, гвардии капитан. Герой Советского Союза.

## Биография
Родился 20 января 1918 года в посёлке Красиков ныне Бугурусланского района Оренбургской области в крестьянской семье. Украинец. Член ВКП(б)/КПСС с 1945 года. Окончил 10 классов. Работал учителем.
В Красной Армии с 1939 года. В 1941 году окончил Сумское артиллерийское училище. На фронте в Великую Отечественную войну с июля 1941 года.
Командир батареи 282-го гвардейского истребительно-противотанкового артиллерийского полка гвардии капитан Иван Цыбенко с вверенной ему батареей 22 апреля 1945 года в боевых порядках стрелковых подразделений в числе первых ворвался на окраину столицы германии — города Берлина. В уличных боях офицер-артиллерист был ранен, но остался в строю.
Указом Президиума Верховного Совета СССР от 31 мая 1945 года за образцовое выполнение боевых заданий командования на фронте борьбы с немецко-вражеским захватчиками и проявленные при этом мужество и героизм гвардии капитану Цыбенко Ивану Семёновичу присвоено звание Героя Советского Союза с вручением ордена Ленина и медали «Золотая Звезда».
С 1949 года майор Цыбенко И. С. — в отставке. В 1955 году он окончил Одесский кредитно-экономический институт. Работал начальником отдела в Одесской областной конторе Госбанка СССР. Умер 25 апреля 2001 года. Похоронен в городе-герое Одессе.
Награждён орденами Ленина, Октябрьской Революции, Красного Знамени, Отечественной войны 1-й и 2-й степеней, Красной Звезды, медалями.